# Kanal-Kolonien
Die Kanal-Kolonien waren Arbeiterkolonien, die beim Bau des Bromberger Kanals (polnisch Kanał Bydgoski ) entstanden.

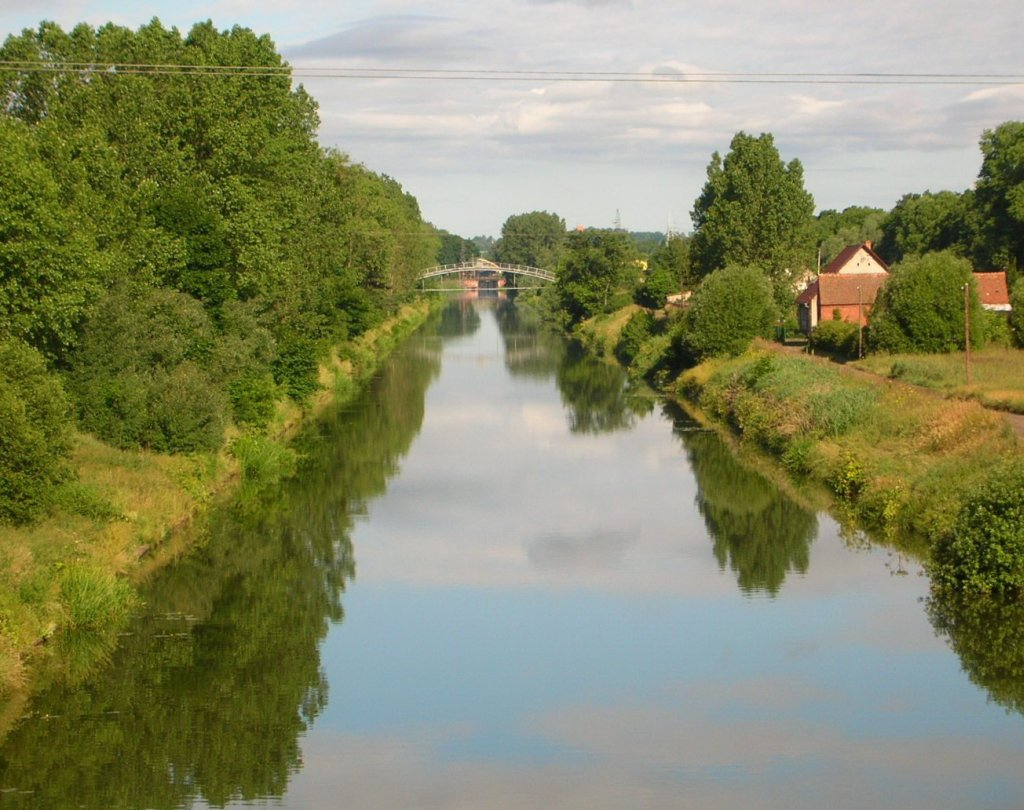
Überbleibsel der Kanal Kolonie A

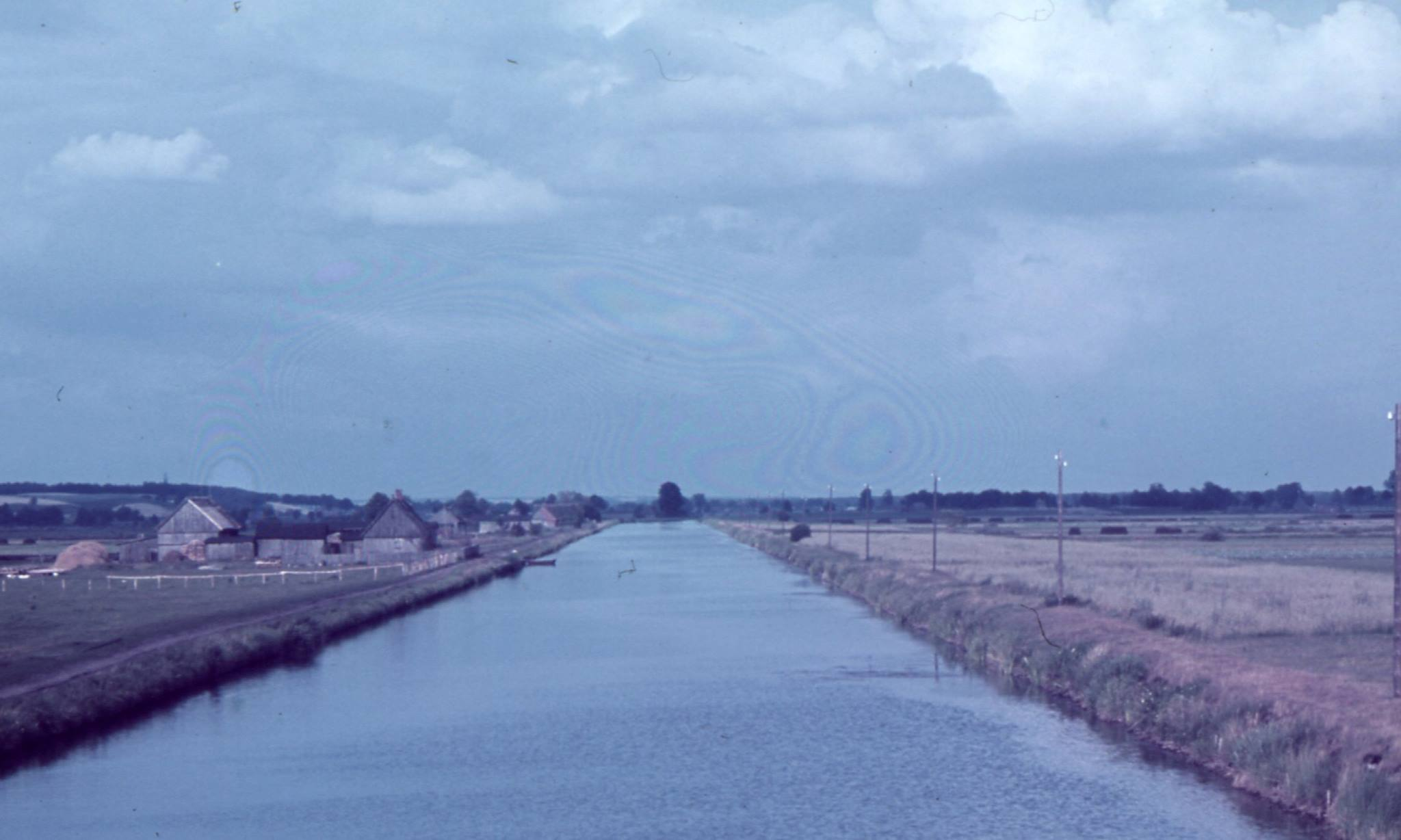
Ehemalige Kanal Kolonie B

Für den Bau des Kanals wurden etwa 20.000 Arbeiter aus u. a. Sachsen, Thüringen, Anhalt, Schwaben und dem Sudetenland geholt. Sie ließen sich entlang des Kanals in den sogenannten Kanal-Kolonien A (gegr. am 10. Juni 1794), B und C nieder und übernahmen den Bau des Kanals.
5.000 Menschen ließen beim Bau des Kanals ihr Leben. Die Überbleibsel der Kolonie A wurden am 21. Dezember 1908 in den Stadtteil Hoheneiche (polnisch Osowa Góra) von Bromberg eingegliedert.
Die Kolonie B lag in der Nähe des Dorfes Pawłówek an der Schleuse Hoheneiche, die Kolonie C südlich des Kanals zwischen Nakel und Potulitz und wurde 1913 in den Ort Występ (Josephinen) eingegliedert.